# 母狼育婴
母狼乳婴（英语：Capitoline Wolf）是罗马神话故事。传说中罗马城由罗慕路斯与雷穆斯两个婴儿建立，并以哥哥罗慕路斯的名字命名。一些古代艺术作品以此为题材。最著名的一尊铜像收藏于罗马卡比托利欧博物馆。铜像的雕刻时间有争议，长期以来它被认为是公元前5世纪伊特鲁里亚人的作品，但近年用碳14测定的结果却显示母狼是11-12世纪的复制品。而两个婴儿则雕刻于15世纪晚期的文艺复兴时代。

## 衍生含义
现代汉语“狼奶”一词典出于此。